# Joan de Luxemburg (príncep)
El príncep Joan de Luxemburg, nascut Jean Félix Marie Guillaume, (Castell de Betzdorf, 15 de maig de 1957) és un aristòcrata luxemburguès, segon fill del Gran Duc Joan I de Luxemburg i de Josepa Carlota de Bèlgica. És el germà bessó de la princesa Margarita. Els seus padrins són el príncep Fèlix de Luxemburg i la princesa Margarita de Dinamarca. Molts cops és referit com a Joan de Nassau.
El 26 de setembre de 1986 el príncep Joan va renunciar als seus drets successoris al tron de Luxemburg.

## Biografia

### Educació
El príncep Joan fou educat a Luxemburg, Suïssa i França, on obtingué el batxillerat. Posteriorment es traslladà a Anglaterra per estudiar un curs de llengua a la Bell School of Languages de Cambridge.
El 1977 inicià el seu entrenament com a oficial militar a la Reial Acadèmia Militar de Sandhurst, també a Anglaterra, i com a membre del Champion Platoon, llicenciant-se l'agost de 1978. L'any següent fou ascendit a capità de l'Exèrcit de Luxemburg. Després d'acabar la seva educació universitària a Ginebra, viatjà a Nova York per treballar com a analista financer per W.R. Grace, concretament al Departament de Finances, Planejament i Anàlisi del grup, reportant directament al president i director de la companyia, aleshores Peter Grace. El 1985 va tornar a Europa, on el 1986 va obtenir un MBA a la INSEAD, a Fontainebleau (França).

### Matrimoni i família
El 27 de maig de 1987 Joan es va casar morganàticament a París amb Hélène Suzanna Vestur (nascuda a Saint-Germain-en-Laye el 31 de maig de 1958), actualment una alta funcionària, Conseiller d'Etat i jueva, filla de François Philippe Vestur i Cécile Ernestine Buisson. His wife and children bore the title "Count(ess) of Nassau" from 21 September 1995. El 27 de novembre de 2004 el Gran Duc Enric va emetre un Arrêté Grand-Ducal elevant els títols dels fills del príncep Joan a Príncep/Princesa de Nassau, amb la qualificació d'Altesse Royale, sense drets de successió. El príncep i l'antiga comtessa, actualment, estan divorciats, havent tingut conjuntament quatre fills:
- Princesa Maria Gabriel·la de Nassau (París, 8 de setembre de 1986).
- Príncep Constantin Jean Philippe Marie Albert Marc d'Aviano de Nassau (París, 22 de juliol de 1988).
- Príncep Wenceslas François Baudoin Léopold Juraj Marie Marc d'Aviano de Nassau (París, 17 de novembre 1990).
- Príncep Carl-Johan Félix Julien Marc d'Aviano de Nassau (París, 15 d'agost de 1992).

El 18 de març de 2009, el príncep Joan es va casar amb Diane Marie Amélie Hermenegilde De Guerre, comtessa de Nassau.

### Vida laboral
El príncep Joan treballa a la indústria de l'aigua, assent consultor del grup GDF-Suez, vicepresident executiu de la Suez Fondation i membre del consell de Degrémont, companyia subsidiària de Suez Environnement. El príncep Joan també ha estat president de la Cambra de Comerç Belgo-luxemburguesa a França. El 2006 va comprar l'empresa sud-africana d'aigua subsidiària de Suez Environnement WSSA (Water & Sanitation South Africa), creant la companyia Mea Aqua, amb l'objectiu de desenvolupar solucions d'aigua i energia a l'Orient mitjà i a l'Àfrica. Mea Aqua i les seves subsidiàries consten actualment d'una plantilla d'uns 2.500 empleats.
El príncep Joan també és membre del consell del MIP, una escola de negoci amb seu a París, i membre del consell de diverses institucions financeres: Banque Degroof Luxembourg, EFG Bank i EFG International, Ecofin, etc.

## Guardons
- Cavaller de l'Orde del Lleó d'Or de la Casa de Nassau (per naixement)[4]
- Gran Creu de l'Orde d'Adolf de Nassau (per naixement, als 18 anys)[5]
- Cavaller Gran Creu de l'Orde d'Isabel la Catòlica (8 de juliol de 1980)[6][7]